# Uniformen der SS

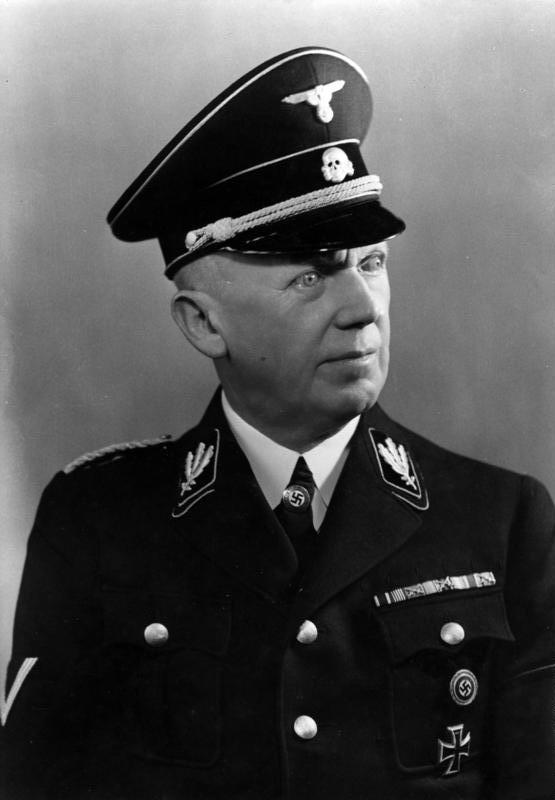
SS-Gruppenführer Hans Heinrich Lammers in der schwarzen Uniform der Allgemeinen SS

Uniformen der Schutzstaffel (SS) waren vornehmlich paramilitärischer Art und wurden in der Zeit zwischen 1925 und 1945 verwendet. Heute versteht man darunter hauptsächlich die Uniformen der politischen Parteiorganisation Allgemeine SS.

## Vorgeschichte
In der Zeit zwischen 1925 und 1932 herrschte in der „Kleiderordnung“ der „NS-Kampforganisationen“ noch große Uneinheitlichkeit. Jeder trug, was er persönlich für „militärisch“ hielt. Daher sah sich die „Reichsführung-SA“ am 14. November 1926 genötigt, die „Dienstbekleidung der NS-Kampforganisationen“ (SA, SS und HJ) festzulegen: Danach waren in den Kampforganisationen das Braunhemd mit Halstuch, Mütze, kurzer brauner Hose und dazu Schulterriemen und Koppel zu tragen. Bei schlechtem Wetter durfte auch eine feldgraue Windjacke über dem Braunhemd getragen werden.
Am 20. August 1929 wurde in einer Anordnung bezüglich der „Kleiderordnung“ durch den „Obersten SA-Führer“ festgelegt, dass sich die SA nun durchweg in Braun zu kleiden und Wickelgamaschen oder braune Reitstiefel zu tragen habe. Für die SS sah er vor, dass diese sich durch schwarze Binder und Kappen (mit Totenkopf und schwarz-weiß-roter Kokarde) von der SA äußerlich zu unterscheiden hätte.
Am 7. November 1930 verfügte Hitler, dass die SS der Obersten SA-Führung nur noch formal unterstellt und kein SA-Führer berechtigt sei, der SS Befehle zu erteilen. Damit war die SS nun ein „autonomer Bestandteil“ der SA. Heinrich Himmler begann nun, die SS einheitlich in schwarze Reithosen und -stiefel und schwarzem Koppelzeug einzukleiden. Damit war der erste sichtbare Schritt der späteren Teilorganisation „SS“ zur eigenständigen „Kampforganisation“ vollzogen.
Im Jahr 1932 wurde im Deutschen Reich sämtlichen paramilitärischen Organisationen verboten, Uniformen oder uniformähnliche Bekleidung zu tragen. Während der Zeit des Uniformverbotes trugen alle Mitglieder der paramilitärischen NS-Organisationen (SA, SS und HJ) die sogenannten „weißen Verbotshemden“ in Kombination mit einer dunkelblauen Schiffermütze und schwarzer Krawatte sowie einer schwarzen Hose mit schwarzen Motorradstiefeln als Uniformersatz. Dennoch erhielt die Firma Hugo Boss im selben Jahr von der NSDAP den Auftrag, für ihre „Kampforganisationen“ standardisierte, einheitliche Uniformen herzustellen.
Nach der Machtübernahme der NSDAP im Januar 1933 begann in den Reihen der NSDAP-Organisationen ein „Uniform-Wahn“, als diese für sämtliche Gelegenheiten eigene Uniformen einführten.
Die SS wurde 1945 als verbrecherische Organisation verboten und aufgelöst sowie ihr Vermögen beschlagnahmt. Sie gehört in der Bundesrepublik Deutschland mit allen ihren Untergliederungen zu den verfassungswidrigen Organisationen im Sinne von § 86 StGB. Ihre Symbole und Kennzeichen, dazu gehören auch Uniformteile, unterliegen dem Verbreitungsverbot nach § 86a StGB.

## Uniformen und Armbinden der SS-Vorläuferorganisationen

### Stabswache
Die im Mai 1923 von Adolf Hitler gebildete „Stabswache“' war mit den schwarzen Ski-Mützen der ehemaligen österreichischen Gebirgsjäger ausgestattet, die den sogenannten „preußischen Totenkopf“ (Totenschädel ohne Unterkiefer über gekreuzten Knochen) des ehemaligen Freikorpsregiments Brigade Erhardt trugen. Dieses Totenkopf-Muster war traditionell von den Totenkopfhusaren und während des Ersten Weltkriegs ebenfalls von den Nebelwerfer-Kompanien, den Angehörigen der Stoßtrupps, der Flammenwerfer-Kompanien und der neuen „Panzerwaffe“, die aus berittenen Einheiten hervorging, als Sinnbild der Zugehörigkeit zu einer „Elite-Truppe“ der deutschen Armee verwendet worden. Ansonsten trugen die Angehörigen jene Uniform, in der sie bei Kriegsende ausgemustert wurden, also die Uniform des Heeres oder der Marine. Angehörige der Stabswache, die keine eigene Uniform mehr besaßen, trugen vielfach grau-grüne oder graue Windjacken als Uniformersatz. Damit teilte die Stabswache die übliche Praxis mit der übrigen Sturmabteilung.

### Stoßtrupp Adolf Hitler
Äußeres Kennzeichen des nachfolgenden „Stoßtrupp Adolf Hitler“ waren neben den schwarzen Mützen mit dem Totenkopf-Abzeichen die roten „Kampfbinden“, die an den Rändern schwarz eingefasst waren. Zwischen 1925 und 1929 wurden in der SS keinerlei Rangabzeichen geführt. Als Heinrich Himmler jedoch im Januar 1929 zum SS-Kommandanten ernannt wurde, führte er verschiedene Armbinden als Ersatz für die fehlenden Dienstgradabzeichen ein.
Diese Armbinden wurden bis 1929/1930 verwendet und fielen mit der Einführung der Dienstgrad-Spiegel weg, die noch 1933 um die Schulterstücke ergänzt wurden.

## Dienstanzüge/Uniformen der Allgemeinen SS

### SS-Traditionsanzug
Die Uniform der Allgemeinen SS zwischen 1929 und 1932 orientierte sich noch stark an der der SA. Damit sollte jedem gezeigt werden, dass die SS „nur“ eine Untergliederung der gesamten SA war. Sie wurde offiziell nach der Gründung der SS als sogenannter „Saal-Schutz“ der Partei am 1. April 1925 eingeführt, wies aber keine einheitliche Trageweise auf. Dieser „Dienstanzug“ (das Wort „Uniform“ durfte in diesem Zusammenhang nicht genannt werden, da nur Reichs- und Landesbehörden sowie die anerkannten „Kriegervereinigungen“ wie der „Stahlhelm“ oder der „Kyffhäuser-Bund“ das sogenannte „Uniform-Recht“ besaßen) wurde in der Zeit zwischen 1925 und 1934 verwendet.

#### Dienstkappe und Insignien
Diese erste SS-Uniform bestand aus einer schwarzen SA-Mütze, die neben der schwarz-weiß-roten Kokarde (sogenannte „deutsche Reichsfarben“) den Totenkopf der Preußischen Leibhusaren enthielt.

#### Diensthemd und Diensthose
Dazu wurde das sogenannte „Lettow-Hemd“ (Braunhemd), nun als offizielles „Parteihemd der NSDAP“, mit schwarzem Binder getragen. Am linken Oberarm wurde das „Kampfband der SS“ (Hakenkreuzarmbinde, verschiedentlich auch als „SS-Sturmbinde“ bezeichnet) und über dem linken Ärmelaufschlag das schwarze „Sturmband“ in mattweißer Umrandung getragen. Dazu kamen noch ein schwarzes Koppel mit Schulterriemen und schwarze „Stiefelhosen“ (Breeches- oder Reithosen) und Stiefel.
Zwischen April und Juni 1930 wurde in einigen deutschen Ländern das Tragen des „Braunhemdes“ verboten. Ab 1935 wurde diese Variante der SS-Uniform als „Traditionsanzug der SS“ bekannt und auch offiziell so bezeichnet. Im Sommer 1935 wurde dieser „Traditionsanzug“ letztmals als offizielle „Sommeruniform“ von Angehörigen der SS getragen.
Ab Herbst 1935 hatte sich die neue schwarze Uniform im Deutschen Reich durchgesetzt. Allerdings verwendeten große Teile der österreichischen SS – der Anschluss Österreichs an das Deutsche Reich erfolgte am 12. März 1938 – den Traditionsanzug noch bis etwa 1938/39.

### Schwarzer Dienstanzug der SS

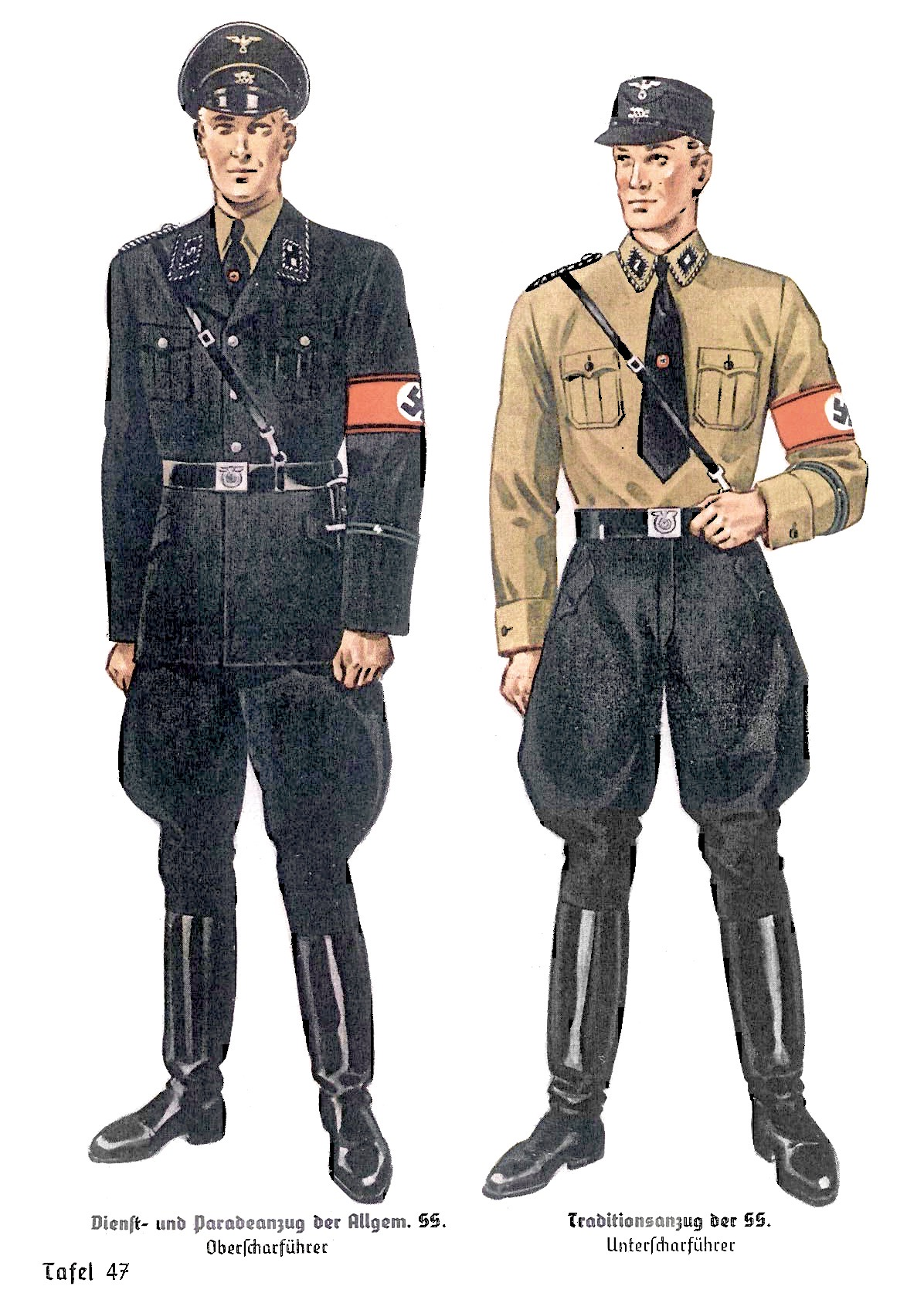
SS-Dienst- und Paradeanzug (links) und Traditionsanzug.

Im Jahr 1932 erteilte die NSDAP der Firma ihres Mitglieds Hugo Ferdinand Boss noch während des sogenannten „Uniformverbotes“ den Auftrag, für alle ihre Gliederungen einheitliche Uniformen herzustellen. Diese waren von den SS-Mitgliedern Karl Diebitsch und Walter Heck entworfen worden.
Für die SS wurde im Unterschied zu den braunen Uniformen für die meisten NS-Gliederungen eine durchweg schwarze Uniform mit minimalen Weiß- und Silber-Tönen vorgeschlagen. Als Vorbild diente hier, wie schon bei der Wahl des Totenkopfsymbols, vermutlich die bis 1910 getragene schwarze Uniformfarbe der Totenkopfhusaren. Diese schwarze Uniform wurde schließlich zum Vorbild für die späteren „Dienstuniformen“ der Reiter-SS, der SS-Verfügungstruppe und der SS-Totenkopfverbände. Seit August 1935 waren aktive Mitglieder der Allgemeinen SS berechtigt, sich bei Paraden als Teil der sogenannten „Aufmarsch-SS“ mit dem schwarzen Sturmgepäck der Verfügungstruppe auszustatten.
Die SS-Effekten der alten Uniform wurden auf die neue Uniform übertragen. Abweichend wurden aber die Dienstgrade höherer Offiziere nun in Aluminium-Stickerei gehalten und diverse „Auszeichnungen“ eingeführt, an denen man nun die Zugehörigkeitsdauer oder die „Herkunft“ eines SS-Mitgliedes erkennen konnte.
Ab März 1933 wurde die Reichszeugmeisterei (RZM) von Himmler beauftragt, über die SS-Kleiderkasse die Mitglieder mit den neuen Uniformen auszustatten, nachdem sich zahlreiche private Bekleidungswerke für die Produktion gefunden hatten. Die Ausgabe der Uniformen hatte nachweislich gegen Unterschriftsbestätigung an den SS-Angehörigen zu erfolgen. So waren auf den Kleidungsinnenseiten einschließlich der Dienstmützen „SS-RZM“-Logos (RZM-Schutzmarke) angebracht, die beispielsweise folgende Angaben enthielten:
SS-Dienstrock
Vertriebsstellennummer
Herstellerfirma
Mitgliedsnummer des Trägers
NSDAP-Reichszeugmeisterei-Nummer
Ferner wurde diese Uniform rechtlich geschützt, als würde es sich hierbei um Uniformen von Staatsbehörden und ähnliches handeln. In jedem Kleidungsstück befand sich noch der ausdrückliche Vermerk: „Unbefugter Besitz parteiamtlicher Kleidungsstücke wird laut Verordnung des Reichspräsidenten vom 21. März 1933 mit Gefängnis bis zu 2 Jahren bestraft“.
Ab 1933 wurden auch für die Teilorganisationen der NSDAP die sogenannten „Zivilabzeichen“ eingeführt. Diese wurden vom Grafiker und SS-Sturmhauptführer Walter Heck entworfen. Heck hatte auch als erster die weißen Siegrunen auf schwarzem Grund als Symbol der SS vorgeschlagen. Diese Entwürfe wurden dann von Hitler und Himmler genehmigt und eingeführt.
Zwischen 1932 und 1935 wurden jedoch beide Uniformen gleichzeitig in der SS getragen, da sich die SS-Mitglieder die neue Uniform stets privat beschaffen mussten. Ab 1935 hatte sich die Lage soweit geändert, dass nun die parteiamtliche Reichzeugsmeisterei der NSDAP (RZM) den einfachen SS-Mitgliedern und den Unterführern ermöglichen konnte, ihre Uniformen über diese zu beziehen. Die Offiziersdienstgrade beschafften sich ihre Uniformen aber weiterhin über private Schneidereien, zumal die Qualität dort besser war.
Seit 1934 wurden auch sogenannte SS-Ehren- und Rangführer berechtigt, diese schwarze Uniform (an sie wurde die neue Uniform bevorzugt ausgegeben!) zu tragen. Sie mussten aber, um von „normalen“ SS-Mitglieder unterschieden zu werden und sofern sie nicht der SS entstammten, besondere Kragenspiegel tragen. Diese sogenannten „SS-Ehren- und Rangführer“ waren Männer, die nach 1934 ehrenhalber von Heinrich Himmler in die SS aufgenommen wurden. Sie waren ursprünglich nicht verpflichtet, der SS aktiv beizutreten, bis 1938 wurden jedoch etwa 99 % von ihnen aktive Angehörige in Himmlers „schwarzem Orden“. Nach 1938 wurde diese Praxis jedoch als zu umständlich aufgegeben und diese Personengruppe trug nun die regulären Uniformen mit den jeweils aktuellen Dienstgradabzeichen. Ein besonderer Ärmelstreifen mit den goldfarbenen Inschriften Ehrenführer bzw. Rangführer auf mattgoldenem Untergrund und der goldgestickten Einfassung wies weiterhin auf die verliehenen Ehren-Ränge hin.
Ab Herbst 1935 war die schwarze Dienstuniform verbindlich für alle SS-Angehörigen vorgeschrieben.

#### Dienstmütze und Insignien

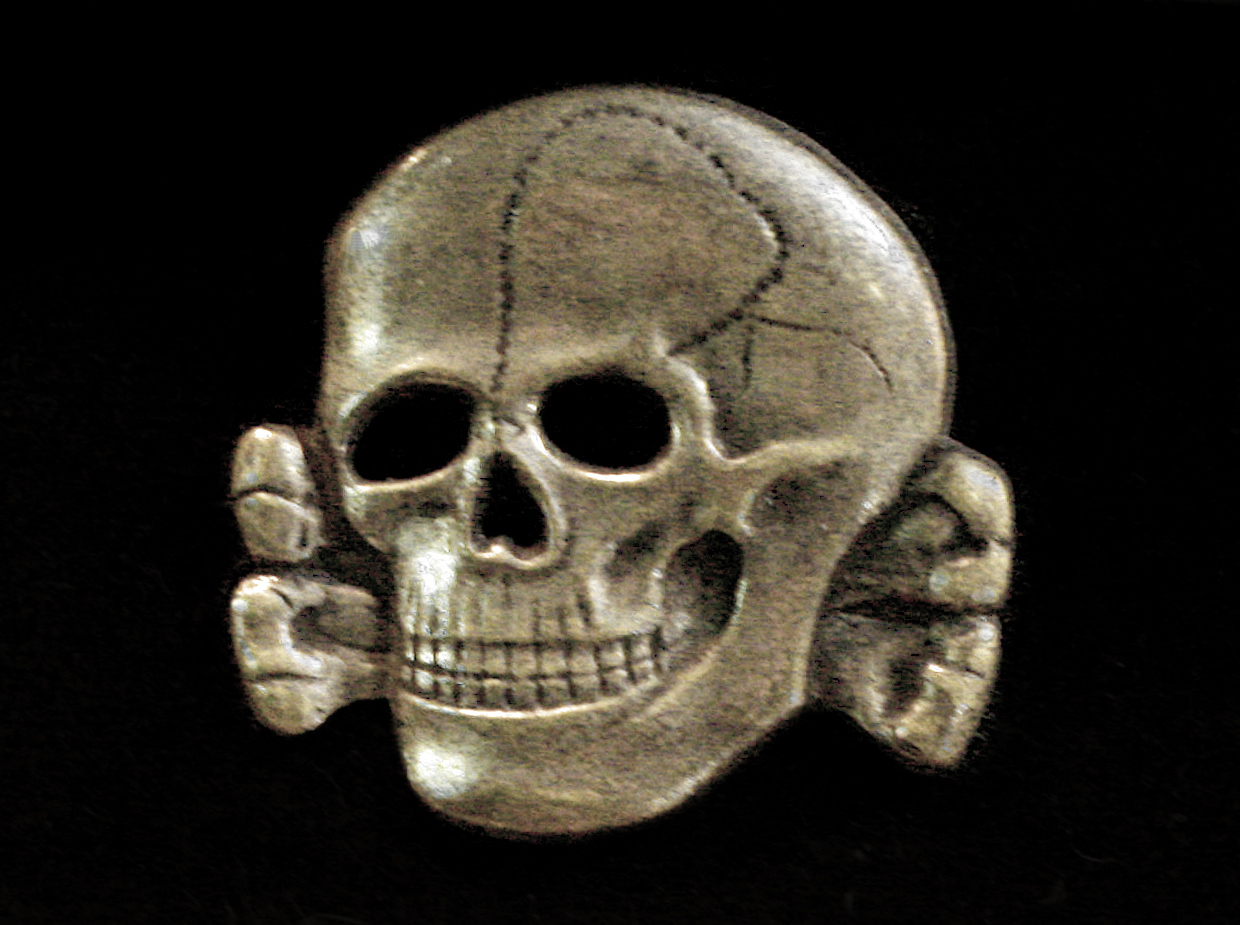
SS-Totenkopf, hier Version 2 (1934–1945)

Dieser neue Uniformentwurf bestand aus einer schwarzen Schirmmütze ohne Metallbügel und mit silbernem Parteiadler und Totenkopf. Der Schirm der Mütze war aus lackiertem Vulkanfiber hergestellt, hatte für die Mannschafts- und Unterführerdienstgrade einen schwarzen Woll- oder Trikotstoffbezug und ein ebenso gefertigtes Mützenband. Der Mützenrand wies bei ihnen eine weiße Biese auf. Der Kinnriemen war aus schwarzem Kunstleder gefertigt. Offiziersdienstgrade hatten eine Schirmmütze, die aus schwarzer Gabardine gefertigt war und deren Mützenband aus schwarzer Seide bestand. Die Biese am Tellerrand war bei ihnen aus Aluminium gefertigt. Der Kinnriemen wurde bei der Offiziersausführung aus zwei verdrehten Aluminiumbändern gefertigt, die an der Seite mit zwei weißen 13 mm großen Metallknöpfen befestigt waren. Diese von Hugo Boss vorgestellte Schirmmütze hatte eine gewisse Ähnlichkeit mit der „Unteroffiziers-Feldmütze“ der deutschen Armee (1914–1918), die bei ehemaligen Weltkriegssoldaten auch in der Nachkriegszeit sehr populär war. Heinrich Himmler stimmte diesen Entwürfen zu, und auch Adolf Hitler sah in der Abweichung von der „Parteifarbe Braun“ zu „Schwarz“ keinen Gegensatz – entsprach doch die abweichende Farbgebung dem „Elitegedanken“ der SS und ihrer Führung.
Zwischen 1932 und 1934 wurde diese Schirmmütze in der SS getragen. 1935 erschien ein militärisch geprägtes SS-Gegenstück der Tellermütze, wie sie von Polizei und Wehrmacht verwendet wurde. Bereits 1936 wurden jedoch reichsweit die bis dahin verschiedenen Herstellungsstandards für die Tellermützen vereinheitlicht. Staatliche Organisationen wie die Polizei und die Wehrmacht sowie die zahlreichen NS-Parteigliederungen trugen nun die gleichen Dienstmützen.

#### SS-Stahlhelme
1935 wurde in der nun Allgemeine SS bezeichneten NS-Organisation ein schwarzlackierter Stahlhelm, der sogenannte „M16“ (für Modell 1916), eingeführt. Er war bei besonderen Anlässen wie Propaganda-Aufmärschen, Paraden oder Geländemärschen zu tragen.

#### SS-Dienstrock und Diensthose
Zur neuen Uniform gehörte auch ein schwarzer Rock mit Koppel und Schulterriemen, darunter das Braunhemd und ein schwarzer Binder aus Kunstseide. Komplettiert wurde die Uniform durch schwarze Breecheshosen (Reit- bzw. Stiefelhosen) mit schwarzen Schaftstiefeln. Der Rock wurde entweder aus schwarzem Trikotstoff (für Mannschafts- und Unterführerdienstgrade) oder aus schwarzer Gabardine („SS-Führer“) angefertigt. Dieser Dienstrock sollte mit vier stark gekörnten, aus Aluminium angefertigten, Knöpfen und am Kragen mit einem Haken geschlossen werden. Er besaß zwei aufgesetzte und gefältelte Brusttaschen, die mit Knöpfen verschlossen werden konnten, zwei Eingrifftaschen mit außenliegenden und abgeschrägten Verschlussklappen und die Taschenklappen liefen dreispitzig aus. In Taillenhöhe wurden Ösen zum Tragen des Koppels angebracht.
Gleichzeitig mit der neuen Uniform sollten neue Leibriemen mit völlig neu entworfenen Koppelschlössern eingeführt werden: Das „Führerkoppel“ bestand aus schwarzem Leder und bekam nun ein rundes Koppelschloss, das einen Adler mit herabgezogenen Schwingen zeigte, der auf einem mit einem Eichenlaub umkranzten schwebenden Hakenkreuz saß. In einer Schleife unterhalb des Adleremblems war nun das Motto („Meine Ehre heißt Treue“) der SS angebracht. Das „Mannschafts- und Unterführerkoppel“ bestand ebenfalls aus schwarzem Leder, wurde aber durch ein klassisches Kastenschloss verschlossen. Auch hier saß der Parteiadler auf einem stehenden Hakenkreuz im Eichenlaub. Nur waren die Schwingen des Adlers weiter ausgebreitet und in einem Halbkreis wurde unterhalb des Adlers das SS-Motto angegeben.
1937 erlaubte Heinrich Himmler allen Altmitgliedern der SS (den sogenannten „alten Kämpfern“) unter der schwarzen Uniform auch das „weiße Verbotshemd“ zu tragen. Bis 1939 wurde diese Praxis nun unabhängig von der SS-Zugehörigkeitsdauer auch auf die Unteroffiziersdienstgrade ausgeweitet. 1939 wurde es auch den Mannschaftsdienstgraden der Allgemeinen SS erlaubt, ein weißes Trikothemd zur schwarzen Uniform zu tragen, das „Braunhemd“ wurde schließlich nur noch von „SS-Bewerbern“ bis zu deren offiziellen Übernahme als „Staffelanwärter“ in die SS verwendet. Damit richtete man sich nach einer Praxis, die von der SS-Verfügungstruppe eingeführt wurde. Während ihrer „Bewährungszeit“ war es allen SS-Bewerbern verboten, mit Ausnahme der SS-Armbinde, irgendwelche SS-Insignien zu tragen. Diese bekamen sie erst mit der endgültigen Übernahme in die SS verliehen.

#### SS-Dienstmäntel für den Außen- und Straßendienst
Für die Winterzeit wurde ein wadenlanger schwarzer Wollmantel vorgesehen, der zweireihig zu knöpfen und mit allen SS-Insigien ausgestattet war. Von „SS-Führern“ und „SS-Unterführern“ durften in der „Schlechtwetterzeit“ auch sogenannte „Wetterschutz-Umhänge“, Regenmäntel und Ledermäntel getragen werden. In den Sommermonaten war den Offizieren das Tragen eines „SS-Umhanges“ gestattet. Auch den Ehren- und Rangführern wurde dieses „Privileg“ zugestanden.

### SS-Ausgehanzug
Der SS-Ausgehanzug entspricht in allen Einzelheiten der schwarzen Uniform, wurde jedoch abweichend davon mit normalen schwarzen Hosen (d. h. ohne die üblichen Reithosen) getragen. Er wurde von allen SS-Gliederungen mit den ihnen entsprechenden Symbolen verwendet.

### SS-Paradeuniform
Jeder SS-Angehörige war verpflichtet, sich privat zwei Exemplare der schwarzen Uniform zuzulegen. Die eine wurde zum regelmäßigen „SS-Dienst“ getragen, die andere musste für Paraden und Aufmärsche aufgehoben werden. Damit entspricht die sogenannte „SS-Paradeuniform“  der schwarzen SS-Uniform. Sie wurde auch von allen SS-Gliederungen mit ihren jeweiligen Insignien verwendet.
Offiziere trugen jedoch einen „Leibgürtel“, der dem „SS-Führerkoppel“ nachempfunden war. Hier bestand er jedoch aus weißem Trikotstoff, der mit zahlreichen silberfarbenen SS-Runen, Hakenkreuzen und Eichenblättern durchwebt war. Angehörige bewaffneter SS-Gliederungen trugen zusätzlich zum Koppelzeug schwarze lederne Patronentaschen. Angehörige der Leibstandarte SS Adolf Hitler trugen abweichend davon weißes Koppelzeug mit weißen Patronentaschen und mitunter auch weiße Handschuhe.

### SS-Gesellschaftsanzug
Der sogenannte „SS-Gesellschaftsanzug“ war ein eleganter schwarzer Zweireiher, der 1935 eingeführt wurde. Er bestand außer aus dem schwarzen Anzug mit Frack ohne Frackschwänze noch aus einem weißen Hemd mit Stehkragen, weißer Fliege und weißer Weste. Dazu wurden an der Hose noch weiße „Offiziersstreifen“ getragen. Der Gesellschaftsanzug wurde mit zwei Schulterstücken ausgestattet.
Der Frack wurde 1934 im Auftrag von Adolf Hitler von dem Bühnenbildner Benno von Arent entworfen.
Der Gesellschaftsanzug war den SS-Offizieren und Unteroffizieren vorbehalten.
Daneben bestand noch der „Große Gesellschaftsanzug“. Ebenfalls ein Zweireiher, war hier in der großen Ausführung eine geschlossene Jacke und dazu das „Braunhemd“ mit schwarzem Binder zu tragen. Ferner durften an dieser Variante des Gesellschaftsanzuges keinerlei Schulterstücke getragen werden. Die Gesellschaftsanzüge wurden von allen, auch von Offiziersdienstgraden der verschiedenen SS-Gliederungen, verwendet.

### Weißer SS-Sommerrock
Dieser wurde mit Verfügung vom 27. Juni 1939 analog zur Wehrmacht für alle Offiziersdienstgrade für die Sommermonate als sogenannte „Interims-Uniform“ eingeführt. Er galt als Ergänzung zum normalen „SS-Dienstrock“.
Er sollte nur in der Zeit zwischen dem 1. April und dem 30. September eines Jahres oder zu besonderen Anlässen, alternativ mit schwarzen und weißen Hosen getragen werden. Ferner war es den Offizieren durch Himmler erlaubt worden, die „Dienstmütze mit schwarzer oder weißer Oberseite“ zum Sommerrock zu tragen. Der weiße Sommerrock wurde auch Offizieren der bewaffneten SS-Verbände gestattet. Bereits im Frühjahr 1940 wurde dieser Sommerrock jedoch wieder eingezogen.

### Graue Dienstuniform der Allgemeinen SS
Anfang März 1938 wurde es auch bei höheren Führern der Allgemeinen SS generell üblich, die grauen Felduniformen der SS-Verfügungstruppe und später die der Waffen-SS als sogenannten „grauen Dienstanzug“ zu tragen, da sich – nach damals offizieller Lesart – die schwarze Dienstuniform als zu „unpraktisch“ erwiesen hatte.
Anfänglich wurde auch auf der grauen Uniform der Allgemeinen SS ein einziges Schulterstück getragen. Noch Mitte März 1938 wurde jedoch die allgemein übliche militärische Tragweise von zwei Schulterstücken durchgesetzt. Diese hatten die zahlreichen ehemaligen Soldaten innerhalb der SS-Führung gefordert. Bis zum Kriegsende 1945 trugen alle Angehörigen der Allgemeinen SS zur grauen Uniform die von der SA abgeleiteten SS-Schulterstücke.

## Uniformen der SS-Sonderkommandos und Politischen Bereitschaften
Als im Frühjahr 1933 damit begonnen wurde, aus Teilen der SS (etwa 15.000) mit Handfeuerwaffen bewaffnete Sondertruppen aufzustellen, trugen diese noch die Uniformen der Allgemeinen SS. Zuzüglich wurde von diesen aber eine Armbinde mit der Aufschrift „Hilfspolizei“ getragen, um diesen Rollkommandos der SS in den Augen der Öffentlichkeit eine gewisse Legalität zu geben. Die Angehörigen dieser „Sonderkommandos“ und der späteren „Politische Bereitschaften“ trugen die schwarze Uniform der SS.
Wesentliche Abweichungen bestanden im Tragen „besonderer“ Kragenspiegel und eigenständiger Ärmelstreifen. Auch trugen die Mannschaftsdienstgrade schwarze lederne Patronentaschen für das deutsche Standardgewehr Karabiner 98k zum Koppelzeug und Schulterriemen.
So wurden die „SS-Sonderkommandos“ von Anfang an militärisch wie Regimenter aufgezogen und von ehemaligen Reichswehr- und Polizeioffizieren geführt. Das führte dazu, dass diese „SS-Sonderkommandos“ erstmals die Insignien trugen, die später als Symbol der Waffen-SS ganz Europa in Angst und Schrecken versetzen sollten: Sie trugen die doppelte „Siegrune“ auf dem rechten Kragenspiegeln ihrer Uniform.
Die SS-Sonderkommandos übernahmen von der Reichswehr auch das sogenannte „Sturmgepäck“, das für sie in einer schwarzen Ausführung angefertigt wurde.
Am 5. Mai 1934 verfügte Himmler, dass nun neue Insignien für die „SS-Sonderkommandos“ und „Politischen Bereitschaften“ eingeführt und später auch von den späteren bewaffneten SS-Verbänden (SS-Verfügungstruppe, Totenkopfverbände und spätere Waffen-SS) übernommen wurden:
1. Die Leibstandarte SS Adolf Hitler trägt ihre eigenen Insignien, bestehend aus dem Armband mit der Inschrift „Adolf Hitler“ und Kragenspiegel. Der rechte (Kragenspiegel) trägt die „SS-Runen“.
2. Die anderen Politischen Bereitschaften werden ab dem 1. Juni an folgende Insignien tragen: Ärmelbänder ohne Inschriften, aber mit Angabe der Kompanie-Nummer. Auf der rechten Kragenseite wird ein (Kragen-)Spiegel mit (den SS-)Runen und der Regiments-Nummer getragen, wie es der RFSS befohlen hat. Für bestehende und noch aufzustellende Politische Bereitschaften gilt: SS-Abschnitt Süd = Regiment Nr. 1 (im Spiegel als „SS1“), Abschnitt Südwest = Regiment Nr. 2 („SS2“) und im Abschnitt Mitte = Regiment Nr. 3 („SS3“).
3. Die Regimenter sind in Bataillone unterteilt. Diese Bataillone sind an den entsprechenden farbigen Streifen der Ärmelbänder zu identifizieren: I. Bataillon = grün, II. Bataillon = dunkelblau, III. Bataillon = rot.
4. Die Kompanien eines Regimentes sind von 1 bis 12 durchnummeriert. Die Kompanienummer ist auf dem Ärmelstreifen angegeben.
5. Die Inschriften erfolgen für Mannschafts- und Unterführerdienstgrade (bis einschließlich des „SS-Obertruppführers“) in weiß-silberner, für Offiziersdienstgrade in Aluminiumstickerei.[9]

Am 14. Dezember 1934 löste Himmler die „SS-Sonderkommandos“ auf und reorganisierte diese in die „Politischen Bereitschaften“, da nun eine gewisse „Truppenstärke“ vorlag. Diese „Politischen Bereitschaften“ bildeten nur ein Jahr später schließlich die Basis einer „neuen“ Truppe, die den Namen „SS-Verfügungstruppe“ erhielt.

## Uniformen der Germanischen SS
Nach der Machtübernahme der NSDAP in Deutschland wurden auch im benachbarten europäischen Ausland ähnlich strukturierte Parteien und Organisationen gegründet. Deren „Parteiarmeen“ orientierten sich überwiegend an der SS Heinrich Himmlers und übernahmen deren Uniformen und Dienstgrade mit leichten landestypischen Abweichungen.

### Niederlande
Mit der Machtergreifung Adolf Hitlers am 30. Januar 1933 entstanden auch in den benachbarten Niederlanden ähnlich politisch motivierte Bewegungen. So bestanden allein dort sieben Kopien der deutschen NSDAP. Die wichtigsten waren:
1. National-Sozialistische Bewegung (Nationaal-Socialistische Beweging/N.S.B.)
2. National-Sozialistische Niederländische Arbeiterpartei (Nationaal-Socialistische Nederlandsche Arbeiderspartij/N.S.N.A.P.)

Henk Feldmeijer, ein Mitglied des N.S.B., stellte 1933 jene niederländische Truppe (sogenannte „Mussert-Garde“) auf, die nach dem Vorbild der deutschen SS für die N.S.B. die „Ordnungsdienste“ innerhalb der Partei leisten sollte. Diese „Ordnungstruppe“ sollte 1940 den Kern der niederländischen SS bilden. Sie führte bereits im Juli 1940 eine schwarze Uniform ein, die eindeutig die schwarze Uniform der deutschen SS zu Vorbild hatte. Die Herstellung dieser Uniformen wurde an der N.S.B. nahestehenden Schneidereien vergeben und neben den SS-Dienstgradabzeichen wurden auch alle anderen SS-typischen Insignien von ihnen übernommen. Die niederländische SS wurde ähnlich wie das deutsche Vorbild aufgebaut. So wies sie wie die deutsche „Standarten“, „Sturmbanner“ und „Stürme“ auf.
Die Mitglieder der niederländischen SS trugen zur schwarzen Uniform die schwarzen Hemden der Mussert-Garde, und so wurde sie auch als „Schwarzhemden“ bezeichnet (die schwarzen Hemden hatten ihren Ursprung im italienischen Faschismus). Am rechten Oberarm wurde das Parteiabzeichen (eine sogenannte „Wolfsangel“) der N.S.B. getragen. Dieses lag in einem diagonal geteilten schwarz-roten Dreieck und war mit einer silberfarbenen Aluminium-Paspelierung umgeben. Dieses Symbol trat auch auf der Dienstmütze anstelle des SS-Adlers auf. Offiziere trugen nach deutschem Vorbild weiße Hemden. Mannschafts- und Offiziersdienstgrade trugen Koppel mit sogenannten „Zweidornschlössern“ mit Schulterriemen. (1942 wurde für die Mannschafts- und Unterführerdienstgrade das Mannschaftskoppel der flämischen SS übernommen.)
Nach dem deutschen Einmarsch wurde im August 1940 durch Feldmeijer die „Allgemeine SS der Niederlande“ (Algemeene SS in Nederland) aufgestellt, deren streng nach „SS-Regeln“ ausgesuchter Kern in der Mussert-Garde lag. Diese niederländische SS wurde von deutscher Seite aus als „niederländische SS“ und ausdrücklich als politischer Teil der Mussert-Bewegung anerkannt.
Mit der Übernahme des deutschen SS-Dienstgradsystems inklusive der Schulterstücke durch die niederländischen Nationalsozialisten wurden auch niederländische Entsprechungen eingeführt. Henk Feldmeijer führte für sich besondere Kragenspiegel ein, die ihn als „Führer“ (Voorman) der niederländischen SS ausweisen sollten: Er trug beidseitig einen „Dreifuß“, eine Variante des germanischen Sonnenrades mit silberner Aluminium-Paspelierung. Damit setzte er sich mit dem deutschen „Reichsführer“ gleich. Die niederländische SS übernahm auch eine Variante des SS-Mottos, das in den Niederlanden „Meine Ehre, meine Treue“ (Mijn Eer Mijn Trouw) hieß.
Noch im August 1940 wurden bereits Mitglieder der niederländischen SS in das Waffen-SS-Regiment „Westland“ aufgenommen. Diese hatten sich in Amsterdam freiwillig bei der deutschen Besatzungsmacht zur Aufnahme gemeldet. Dort sollten sie ursprünglich militärisch für „polizeiliche Aufgaben“ ausgebildet werden. Am 11. September des gleichen Jahres wurde die SS Feldmeijers in die deutsche SS aufgenommen und in die neugeschaffene „Leitstelle der germanischen SS“ eingegliedert. Die niederländischen SS-Mitglieder waren nun berechtigt, das deutsche SS-Motto zu führen (niederländisch Mijn Eer heet Trouw) und sie trugen nun am rechten Oberarm eine Ärmelraute mit den SS-Runen als Zeichen dafür, dass sie der deutsche SS-Befehlshaber Himmler in seinen „schwarzen Orden“ aufgenommen hatte. Mit der „Verleihung der Ärmelraute“ wurden die niederländischen SS-Männer auf Adolf Hitler persönlich vereidigt. Der Wortlaut der Eidesformel lautete: „Ich schwöre dir Adolf Hitler als germanischer Führer und allen mir von dir bestellten Vorgesetzten Treue und Gehorsamkeit bis zum Tod. So wahr mir Gott helfe.“ Die niederländische SS war nun ferner berechtigt, SS-Ärmelstreifen mit der Inschrift „Algemeene SS in Nederland/Nederlandsche SS“ zu führen.
Henk Feldmeijer musste mit seiner formellen Übernahme in die deutsche SS auf seine Kragenspiegel verzichten und wurde in den Dienstrang eines SS-Obergruppenführers erhoben. Er trug nun die drei Eichenblätter mit dem Stern, durfte sich aber weiterhin als Voorman der niederländischen SS bezeichnen. Die niederländische SS wurde jedoch von Heinrich Himmler berechtigt, ihr Koppelschloss mit den beiden „Siegrunen“ in einem Eichenkranz gegen das reguläre deutsche SS-Schloss auszutauschen.
Im August 1942 wurden im Deutschen Reich mit der Schaffung des „SS-Oberst-Gruppenführers“ die Rangabzeichen modifiziert, in dem die Kragenspiegel ab Standartenführer aufwärts verändert wurden. Auf die Dienstgradabzeichen der niederländischen SS-Leute hatte dies aber keinerlei Auswirkung. Am 1. November des gleichen Jahres wurde die Inschrift der Ärmelbänder in „Germaansche SS Nederland“ abgeändert.
Bei Kriegsende hatte die niederländische SS rund 6127 eingetragene Mitglieder, die in fünf SS-Standarten und einer Polizei-Standarte organisiert waren. In den Niederlanden wurden 1945 die nationalsozialistischen Organisationen und deren paramilitärischen Verbände verboten und aufgelöst.

### Belgien
Die Gründung einer belgischen bzw. flämischen SS wurde durch verschiedene Faktoren kompliziert. In Belgien lebte nicht nur ein – nach NS-deutsch – „deutsch-blütiges“ und „stammverwandtes“ Volk (Flamen), sondern auch ein romanisches (Wallonen). Zwar hatten sich die Flamen nach dem Ende des Ersten Weltkrieges in verschiedenen rechts-nationalen „Veteranen-Organisationen“ wie der „Front-Partei“ (Frontpartij) und den „alten Kämpfern Flanderns“ (Vlaamsche Oud Strijders/V.O.S.) zusammengeschlossen und träumten ihrerseits von einem „Groß-Dietschland“, das mal nur Flandern und die Niederlande und mal Gesamt-Belgien, die Niederlande und Luxemburg umfassen sollte.
Als Belgien 1940 von der Wehrmacht besetzt wurde, folgten dieser fast zeitgleich Einheiten der Waffen-SS. Diese warb in den Reihen der Flamen um Freiwillige in der SS-Kompanie „Westland“, in der diese Freiwilligen militärisch für Polizeiaufgaben ausgebildet werden sollten. Vor allem Anhänger und Mitglieder der Front-Partei folgten diesem Aufruf und traten in die Reihen der Waffen-SS. Andere Mitglieder der Front-Partei bildeten nach deutschem SS-Vorbild ähnlich strukturierte Organisationen: Ende September 1940 schlossen sich in Antwerpen 80 und in Gent 50 Mitglieder der Front-Partei zur sogenannten „Allgemeinen Schutzschar Flandern“ (Algemeene SchutScharen Vlaanderen) zusammen. Diese übernahm aber noch 1940 die Bezeichnung „Allgemeine SS in Flandern“ (Algemeene Vlaamsche SS). Im Dezember 1940 wurden von der belgischen SS die alte Uniform und die Dienstgradabzeichen der deutschen SS übernommen. Die flämische SS führte für Mannschaftsdienstgrade ein eigenes Koppelschloss ein, das ein mit Eichenlaub umkränztes Hakenkreuz enthielt (dieses wurde später von der niederländischen SS übernommen). Offiziere trugen das „Zweidornschloss“ im Stil der deutschen Wehrmacht. Im Gegensatz zu den anderen SS-Organisationen Europas war die flämische SS jedoch nie ein Teil irgendeiner Parteiorganisation. Ihre Mitglieder kamen aus allen rechtsnationalen und faschistischen Parteien und Bewegungen, die zum „SS-Elitegedanken“ Heinrich Himmlers in einem „großgermanischen Europa“ standen und von diesem überzeugt waren. Um jedem zu zeigen, dass sie sich mit der deutschen SS als wesensgleich betrachteten, trugen die flämischen SS-Männer auf ihrem linken Oberarm die SS-Runen; als „Hoheitszeichen“ trugen sie auf ihren Mützen ein silberfarbenes Hakenkreuz über dem Totenkopf.
Am 1. September 1941 war diese flämische SS bereits zahlenmäßig so angewachsen, dass nun zwei Standarten aufgestellt werden konnten. Ältere Mitglieder über 35 Jahren bildeten eine Reserve-Standarte mit dem Namen „SS-Miliz“ (SS-Militie). Am 1. Oktober 1942 wurde die flämische SS reorganisiert und der „germanischen SS“ Heinrich Himmlers angeschlossen. Sie trugen nun auch die reguläre schwarze SS-Uniform (aus deutscher Produktion) und auf ihrem rechten Oberarm die SS-Ärmelraute (mit einer Aluminium-Paspelierung). Damit verwendeten die flämischen Nationalisten zwei Ärmelrauten mit den SS-Runen, die nun jeweils rechts und links am Oberarm getragen wurden. Auch leisteten sie nun ihren persönlichen Eid auf den „germanischen Führer“ Adolf Hitler. Die aktiven SS-Männer bekamen von Himmler ein Ärmelband mit der Inschrift „Germanische SS Flandern“ (Germaansche SS Vlaanderen) verliehen, während die Reserve bereits am 1. August des gleichen Jahres in „Flandern-Korps“ (Vlaanderen-Korps) umbenannt wurde. Mit der Übernahme in die deutsche SS waren auch die flämischen SS-Angehörigen berechtigt, das Motto dieser Organisation zu tragen (Mijne Eer is Trouw).
Die Reorganisation der deutschen SS-Dienstgradabzeichen hatte für die flämische SS keine Auswirkung.
Die meisten flämischen SS-Angehörigen meldeten sich später zur Waffen-SS, wo sie im SS-Regiment „Westland“ militärisch für spätere Polizeiaufgaben ausgebildet werden sollten. Kurz nach ihrer Ausbildung wurden sie jedoch als Kampftruppe der Waffen-SS übernommen und stellten schließlich die Basis-Mannschaft der „27. SS-Freiwilligen-Grenadierdivision Langemarck“. Nach dem Kriegsende wurden in Belgien sämtliche nationalsozialistischen Organisationen verboten und aufgelöst.

### Dänemark
Eine der NSDAP entsprechende rechts-nationalistische Partei entstand in Dänemark bereits 1929 unter Dr. Frits Clausen. Sie nannte sich „Dänemarks Nationalsozialistische Arbeiterpartei“ (Danmarks Nationalsocialistiske Arbejderparti). Diese Partei blieb klein und war eigentlich bedeutungslos; nach der deutschen Besetzung des Landes schnellte die Mitgliederzahl dieser Partei jedoch empor (nach dem 9. April 1940) und wuchs auf rund 43.000 an. Die deutsche Besatzungsmacht setzte im Juli durch, den deutschfreundlichen Erik Scavenius als Außenminister zu bestellen. Anfang Juli 1941 einigte sich Scavenius mit der für Dänemark zuständigen SS-Standortverwaltung darüber, dass Dänemark – im Rahmen der „Neues Europa“ genannten Re-Organisation Europas unter der Führung des nationalsozialistischen Deutschlands – 50.000 Freiwillige für ein „Freikorps“ zum „Kampf gegen den Bolschewismus“ aufstellen sollte, über das die Waffen-SS verfügen würde. Voraussetzung dafür war aber, dass die Dänen im Rahmen der Waffen-SS einen nationalen Verband stellen würden.
Noch im Juli 1940 wurde dieses „Freikorps Dänemark“ (Frikorps Danmark) aufgestellt und in die Division Wiking eingegliedert („Nordland“). Schon bald kehrten jedoch rund 900 Freikorps-Angehörige enttäuscht wieder nach Dänemark zurück, da sie sich von den deutschen Kommandanten als minderwertig betrachtet sahen. Nachdem aber dänische Offiziere abgeworben werden konnten und das Freikorps damit als nationales Kontingent gefestigt hatte, konnte die Zahl der Freiwilligen gehalten werden.
1943 wurde das Freikorps in die „germanische SS“ aufgenommen und deren Angehörige mussten nun den „germanischen SS-Eid“ auf Adolf Hitler schwören. Sie bekamen SS-Raute, Ärmelstreifen, Dienstgradspiegel sowie die schwarze Uniform der Allgemeinen SS verliehen. Als „Hoheitszeichen“ trugen die Freikorps-Angehörigen ein geflügeltes „Sonnenrad“ (eine Variante des Hakenkreuzes). Im selben Jahr wurde Christian Frederik von Schalburg Kommandant des dänischen Freikorps und dieses in „Schalburg-Korps“ (Schalburg Korpset) umbenannt. Es wurde auch ein entsprechender Ärmelstreifen eingeführt. Der rechte Kragenspiegel zeigte ein „schwebendes“ Sonnenrad und der SD-ähnliche Sicherheitsdienst wurde mit der Kombination „ET“ im Spiegel dargestellt. Zur Uniform wurde ein braunes Hemd mit einer schwarzen Krawatte und auf dem linken Oberarm das „nationale Hoheitszeichen Dänemarks“ (drei schwarze Löwen im goldgelben Feld) getragen.
Im „Felddienst“ trugen die Angehörigen der dänischen SS die khakifarbene Dienstuniform des dänischen Heeres (Modell 1923) mit den SS-Abzeichen, während die schwarze Uniform nur im „Standortdienst“ und bei Paraden zu tragen war.
Mit der endgültigen Eingliederung der dänischen Freiwilligen in die Waffen-SS trugen diese die reguläre deutsche Felduniform dieser Truppe.
Nach dem Kriegsende wurden in Dänemark die nationalsozialistischen Organisationen verboten und aufgelöst.

### Norwegen
Als das Deutsche Reich am 9. April 1940 Norwegen überfiel, setzte es den pro-deutschen Vidkun Quisling als norwegischen Ministerpräsidenten ein. Quisling hatte bereits 1933 eine NS-ähnliche Bewegung in Norwegen aufgebaut, die er Nasjonal Samling („Nationale Sammlung“) nannte. Bis zur deutschen Besetzung hatte diese Bewegung 6.000 Mitglieder. Unter der deutschen Besetzung stieg deren Mitgliederzahl bis zum September 1940 jedoch auf 45.000 und bis Kriegsende 1945 auf 60.000 an. Gleich der NSDAP gliederte Quisling Norwegen in „Gaue“ auf.
Im Juni 1940 wurde Vidkun Quisling von Hitler als „alleiniger und rechtmäßiger Führer des norwegischen Volkes“ anerkannt.
Die Geschichte der norwegischen SS beginnt am 16. Mai 1941, als Quisling in Oslo die „Standarte Quisling“ (eine norwegische Entsprechung des ehemaligen Hitler-Stoßtrupps) aufstellte. Bereits am 21. Mai wurde aus dieser Standarte die norwegische SS (Norges SS) gebildet. An diesem Tag war der deutsche SS-Chef Himmler bei Quisling in Oslo und nahm die neue norwegische SS offiziell als „Teil der germanischen SS“ in seinen „schwarzen Orden“ auf. Voraussetzung für die Aufnahme in die norwegische SS war, dass das zukünftige Mitglied 1925 geboren sein und den deutschen SS-Aufnahme-Kriterien entsprechen musste.
Himmler und Quisling vereinbarten, dass sich ein großer Teil der norwegischen SS-Männer „freiwillig“ zum SS-Regiment „Westland“ zur militärischen Ausbildung melden würde. Nach der Ausbildung sollten diese SS-Männer in Norwegen den Kader einer neuen nationalsozialistischen Polizei bilden.
Die norwegische SS war nun berechtigt, die schwarze SS-Uniform zu tragen. Es wurden auch alle Effekten wie Dienstgradabzeichen und Schulterstücke übernommen. Am rechten Oberarm trugen sie die Ärmelraute der „germanischen SS“ und am linken den Parteiadler der Quisling-Partei sowie auch an der Schirmmütze.
Die norwegische SS war ferner berechtigt, den Ärmelstreifen „Germanische SS Norwegen“ (Germanske SS Norge) zu tragen und deren „militärischer Führer“, SS-Standartenführer Jonas Lie, trug nun die Kragenspiegel eines „Chefs des Stabes der norwegischen SS“ mit dem germanischen Sonnenrad.
Nach der Vereidigung der norwegischen SS auf Adolf Hitler als „germanischen Führer“ übernahm diese das SS-Motto (Min Ære er Troskap).
Am 22. Juni 1941 wurden norwegische SS-Männer als Teil der SS-Division „Wiking“ beim Überfall auf die Sowjetunion eingesetzt. Dort bildeten sie die „Freiwilligen-Legion Norwegen“. Zu diesem Zeitpunkt waren jedoch nur noch zwischen 130 und 151 SS-Legions-Männer auch Angehörige und eingeschriebene Mitglieder der norwegischen SS. Das heißt, dass etwa 85 % der Legionsangehörigen nicht mehr der norwegischen NS-Partei angehörten, sondern aus anderen politischen Lagern kamen. Verbunden mit den norwegischen NSlern waren sie nur im „gemeinsamen Kampf gegen den Bolschewismus“.
Die norwegische SS erreichte ihren Mitgliederhöchststand am 30. September 1944, als ihr 1.247 Menschen angehörten. Davon dienten allerdings nur noch 330 in der Waffen-SS.
Am 9. Mai 1945 wurde die norwegische „Nationale Sammlung“ und deren SS aufgelöst und verboten.

## SS-Insignien

### Mützenabzeichen
Zwischen 1925 und 1929 trug die SS den Totenkopf und die Reichskokarde an ihren Mützen. Allerdings war die Tragweise auch hier sehr unterschiedlich, so dass Heinrich Himmler 1929 als einen seiner ersten „SS-Befehle“ festlegen musste, dass der Totenkopf immer über der Kokarde zu tragen sei (das silberfarbene Totenkopfabzeichen aus geprägtem Blech wurde von der SS bis 1936 aus Reichswehrbeständen bezogen). 1930 wurde die Kokarde vom „Hoheitszeichen der NSDAP“ (Adler) abgelöst und eine weitere Himmlerverfügung besagte nun, dass das Totenkopfsymbol nun unter dem Adler zu tragen sei.
1935 wurde das „Hoheitsabzeichen der NSDAP“ durch ein für die SS eigens entworfenes Adlerabzeichen abgelöst. Dieses bestand aus einem Adler, der wie der NS-Parteiadler auf einem Eichenlaub umkränzten Hakenkreuz stand. Der neue SS-Adler hatte jedoch weit ausgebreitete Schwingen, deren mittlere die längste war. Der Adler wurde abgeändert, um die „Eigenständigkeit“ der SS von der SA zu unterstreichen; zuvor war die „SA-Ausführung“ von der SS getragen worden. 1936 wurde das Totenkopfabzeichen geändert und durch ein völlig anderes ersetzt, das nun anatomisch korrekt nachgebildet war. Der Totenkopf besaß nun einen Unterkiefer. Der bis dahin verwendete Totenkopf wurde nun von der Wehrmacht für sich beansprucht, als diese begann, eigene Panzertruppen – als Nachfolger für die ehemalige Kavallerie – aufzustellen. Diese SS-Ausführungen waren entweder silberfarben oder weiß und galten bis zum Kriegsende (1945).
Mitglieder der sogenannten „germanischen SS“ trugen anstelle des SS-Adlers vielfach ihre Parteiabzeichen oder ein Hakenkreuz an den Mützen.

### Kragenspiegel
Seit August 1929 wurden auf dem Hemdkragen des Braunhemdes schwarz-graue Kragenspiegel getragen, die beide eine schwarz-weiße Umrandung (Paspelierung) aufwiesen; auch der Kragen als solcher wies diese schwarz-weiße Paspelierung auf. (Die SA-Führung führte 1928/29 für die SA unterschiedliche Kragenspiegel und farbige Mützenbänder ein, die dann durch die SS übernommen wurden.) Die Kragenspiegel wurden in Form eines sogenannten Parallelogramms in den Maßen 60 × 40 mm hergestellt. Sie bestanden aus einem Stück Steifleinen oder schwarzem Abzeichentuch für die Mannschaftsdienstgrade. Für höhere Dienstgrade wurde Samt verwendet.
Im Zuge der Re-Organisation der SS (Sommer 1934) wurden auch neue Kragenspiegel eingeführt:
1. Aktive SS-Angehörige im Alter zwischen 25 und 30 Jahren trugen jetzt durchweg schwarze Kragenspiegel.
2. SS-Angehörige einer Stammabteilung (sogenannte „Stamm-SS“) im Alter zwischen 30 und 35 Jahren trugen nun die schwarzgrauen Spiegel mit kupferfarbenen Insignien.
3. Angehörige der SS-Reserve im Alter zwischen 35 und 45 Jahren trugen schwarzgraue Spiegel mit kupferfarbenen Insignien und zwei zusätzlichen kleineren Spiegeln, die den lateinischen Buchstaben „R“ (für Reserve) trugen.

#### Dienstgradspiegel
(siehe auch Übersicht: Dienstgrade und Rangabzeichen der Waffen-SS)
Auf dem linken Kragenspiegel wurde der jeweilige SS-Dienstgrad angezeigt und ab dem Dienstgrad SS-Standartenführer wurde dieser auf beiden Spiegeln angezeigt.
Von der frühen Schutzstaffel wurden die Dienstgrade Mann, Scharführer, Truppführer, Sturmführer, Sturmhauptführer als Mannschafts- und Unterführerdienstgrade sowie Sturmbannführer, Standartenführer, Oberführer und Gruppenführer als Führerdienstgrade von der SA übernommen. Allerdings hatten Angehörige der SS das Präfix SS ihrem Dienstgrad voranzustellen.
Anfänglich trugen die unteren Dienstgrade eine weiße, mittlere eine schwarz-weiße und höhere eine Aluminium-Paspelierung. Im August 1934 wurde dieses soweit abgeändert, dass die unteren und mittleren eine schwarz-weiße und die höheren Dienstgrade eine Aluminiumumrandung aufwiesen. Mit dieser Änderung wurde für die Dienststellung des „Reichsführers SS“ ein eigenständiger Kragenspiegel eingeführt und seit dem 25. November desselben Jahres waren SS-Anwärter berechtigt, die schwarzen Kragenspiegel eines SS-Mannes zu tragen. Ab etwa 1938 wurde bei den unteren und mittleren Dienstgraden die schwarz-weiße durch eine silber-weiße Paspelierung abgelöst.
Das nachfolgend beschriebene Dienstgradsystem wurde auch von der SS-Verfügungstruppe und den SS-Totenkopfverbänden angewandt und wurde ab 1940/42 von der aus ihnen hervorgehenden Waffen-SS übernommen.
Das Dienstgradsystem der Schutzstaffel als solches war dem anderer NSDAP-Organisationen sehr ähnlich und leitete sich aus dem der Sturmabteilung ab.
Für die SS-Mannschaften sowie die SS-Unterführer (Unteroffiziere) wurde das System aus Litzen gebildet, die ab dem Grad des Unterscharführers um Rangsterne ergänzt wurden. Für die SS-Führer (Offiziere) wurden die Grade vom Standartenführer aufwärts mit Eichenblättern dargestellt, welche ebenfalls um Rangsterne ergänzt wurden.
So bedeutete beispielsweise ein leerer Dienstgradspiegel, dass der Träger nur ein einfaches SS-Mitglied (SS-Mann) war. Eine Litze am vorderen Rand zeigte an, dass es sich hierbei um einen Sturmmann der SS handelte, indes zwei Litzen einen Rottenführer symbolisierten.
Der Unterscharführer wurde durch einen mittig angebrachten Rangstern, der Scharführer durch einen Rangstern mit Litze, der Oberscharführer mit zwei Rangsternen und der Hauptscharführer mit zwei Rangsternen mit einer Litze dargestellt.
Auch die Dienstgradgruppe Untersturmführer bis Obersturmbannführer bediente sich des Litzen-Rangstern-Systems: Untersturmführer drei Rangsterne, Obersturmführer drei Rangsterne mit Litze und Hauptsturmführer drei Rangsterne mit zwei Litzen. Die Dienstgrade Sturmbannführer und Obersturmbannführer wurden mit je vier Rangsternen dargestellt, die jeweils um eine bzw. um zwei Litzen ergänzt wurden.
Der Standartenführer wurde mit einem, der übergeordnete Oberführer mit zwei Eichenblättern dargestellt, wobei (wie schon erwähnt) die Dienstgradabzeichen nun beidseitig getragen wurden.
Der Brigadeführer trug zwei Eichenblätter mit einem Rangstern, die Gruppenführer und Obergruppenführer jeweils drei Eichenblätter, die jeweils mit einem bzw. zwei Rangsternen ergänzt wurden.
Der Reichsführer SS trug seit dem 23. August 1934 beidseitig drei Eichenblätter im Lorbeerkranz.
1942 wurde das Dienstgradsystem der SS reformiert, als zum 1. April 1942 der neue Dienstgrad SS-Oberst-Gruppenführer eingeführt wurde. Dadurch wurde der Brigadeführer nun spiegelmäßig mit drei Eichenblättern, der Gruppenführer mit drei Eichenblättern und einem sowie der Obergruppenführer mit drei Eichenblättern mit zwei Rangsternen dargestellt. Der Oberst-Gruppenführer wurde mit drei Eichenblättern und drei Rangsternen repräsentiert.

#### Einheitsspiegel
Der rechte Kragenspiegel zeigte in der SS die Einheit an. Dabei orientierten sich die Einheitsspiegel der Allgemeinen SS an denen der SA und zeigten dort die jeweilige Standarten oder Einheit bzw. den jeweiligen SS-Abschnitt an. Auf den Kragenspiegeln der Allgemeinen SS wurden bis Kriegsende 1945 keine SS-Runen getragen, diese waren Symbolik der Leibstandarte, den SS-Regimentern 1–3 und der Waffen-SS.
Abweichend davon trugen die SS-Totenkopfverbände von 1933 bis zum Herbst 1936, wie der SS-Sicherheitsdienst, in der Regel leere Kragenspiegel, da ihnen keine Einheitskennzeichen erteilt wurden. 1936 wurde den Totenkopfverbänden erlaubt, als Einheitskennzeichen einen Totenkopf auf überkreuzten Knochen zu tragen. Der SD behielt die leeren Kragenspiegel bis 1945.
Neben den regulären Einheitsbezeichnungen wurden auch zahlreiche Sonderausführungen eingeführt. So trug die 87. SS-Standarte anstelle der lateinischen Nummer ein Edelweiß-Abzeichen, die Motorstaffel zur besonderen Verwendung der Gruppe Ost den Sütterlin-Schriftzug „Ost“ und die Standarte 18 (Königsberg) war ab 1944 berechtigt, ein Elchgeweih anstelle der Nummer zu tragen. Von der letzten Ausführung ist aber kaum Gebrauch gemacht worden.

#### Dienstgradabzeichen der frühen SS-Adjutanten
SS-Führer im Range eines Adjutanten und ähnlicher Funktionen trugen schwarze Kragenspiegel mit Silber-Paspelierung und in beiden Spiegeln die sogenannte Wolfsangel. Die Spiegel wurden mit jeweils 1,5 mm dicker Litze eingerahmt.

#### Spiegel der SS-Verwaltungsführer
Die sogenannten „SS-Verwaltungsführer in der Obersten SA-Reichsleitung“ trugen von Februar bis Sommer 1934 beidseitig die SA-Kragenspiegel ihrer damaligen „Dachorganisation“. Die Spiegel aller SA-Verwaltungsführer (einschließlich der SS-Mitglieder) waren himmelblau ausgelegt. So trugen beispielsweise SA/SS-Stabsverwaltungsführer beidseitig die Rangabzeichen eines Obersturmbannführers. Höherrangige SS-Führer im Verwaltungsdienst trugen beidseitig karminrote Spiegel im Stil eines SA-Brigadeführers und darüber hinaus mit einer silbernen Aluminiumpaspelierung.

#### Spiegel für SS-Sondereinheiten
Für die neu aufgestellten „SS-Sondereinheiten“ wie Motor-SS (amtlich „SS-Kraftfahr-Staffel“), Reiter-SS („SS-Reiterstürme“), SS-Nachrichteneinheiten („SS-Nachrichtenstürme“) und SS-Pioniereinheiten („SS-Pionierstürme“) sowie den SS-Sanitätseinheiten („SS-Sanitäts-Staffel“) wurden besondere Kragenspiegel hergestellt, die die jeweilige SS-Einheit anzeigten. Sie bestanden ursprünglich, wie bei der SA, aus einer Ziffern-Buchstabenkombination, die allerdings 1934 nochmals modifiziert wurden:
1. Die Einheiten der Motor-SS wurden mit dem Buchstaben „M“ (Beispiel: M1 = Motorstandarte 1),
2. die Einheiten der Reiter-SS wurden mit dem Buchstaben „R“ und ab 1934 mit zwei überkreuzten Lanzen,
3. die Nachrichteneinheiten mit dem Buchstaben „N“ und nach 1934 mit einem symbolisierten Blitz,
4. die Pioniereinheiten mit dem Buchstaben „P“ und nach 1934 mit überkreuzten Spaten und Spitzhacke,
5. der SS-Fliegersturm mit überkreuzten Flügeln und Propeller (Metallausführung), in deren Nabe ein Hakenkreuz eingefasst war,
6. die Reserveeinheiten mit dem Buchstaben „R“ und nach 1934 mit weiß-schwarz-grauen Kragenspiegeln und
7. die Sanitätseinheiten mit dem Buchstaben „S“ und nach 1934 mit dem Äskulapstab (Apothekerzeichen)

in ihren Kragenspiegeln wiedergegeben.

#### Spiegel der Ehrenführer
Für „SS-Ehrenführer“ wurde 1934 ebenfalls ein besonderer Kragenspiegel vorgestellt. Dieser entsprach im Wesentlichen dem Rangabzeichen der Allgemeinen SS und zeigte auch hier den Dienstgrad an, in das das „Ehrenmitglied“ befördert wurde, allerdings mit zusätzlich angebrachten Metall-Sternen. So trug beispielsweise ein „Ehrenstandartenführer der SS“ die regulären SS-Dienstgradabzeichen (ein Eichenblatt) auf beiden Seiten des Kragens. In den Spiegeln waren jedoch über den links oberhalb und rechts unterhalb des Eichenblattes 1 bzw. 2 kupferfarbene Rangsterne angebracht. Im rechten Spiegel wurde rechts unterhalb des Eichenblattes die Nummer (aus Leichtmetall angefertigt) des zugeordneten Sturms des „Ehrenführers“ angegeben, zum Beispiel eine 8.
Ein besonderer Ärmelstreifen zeigte mit der Inschrift „Ehrenführer 10“ die zugeordnete Standarte an.

#### Spiegel der Germanischen SS
Mit der Errichtung der „Germanischen Leitstelle“ im SS-Führungshauptamt (1940) wurde es in den von Deutschland besetzten germanischen Ländern gestattet, SS-ähnliche Organisationen zu schaffen. Nur in den Niederlanden bestand schon seit den 1930er-Jahren eine SS-Organisation. Diese als „Germanische SS“ bezeichneten Organisationen übernahmen die Dienstgradabzeichen der deutschen SS und überwiegend auch deren Bezeichnungen.
Von der Reorganisation der deutschen SS und der Einführung neuer Kragenspiegel (1942) waren sie jedoch nicht betroffen. So trugen sie als Einheitsspiegel ihre nationalen Kennzeichen:
1. Germanische SS in den Niederlanden: Wolfsangel
2. Germanische SS in Flandern: leerer Standardspiegel
3. Germanische SS in Norwegen: Sonnenrad
4. Germanische SS in Dänemark: Sonnenrad

### Ärmelstreifen der SS

#### 1929 bis 1934
Die ersten, etwa 5 cm breiten, SS-Ärmelstreifen wurden 1929 in der SS eingeführt, da es wesentliche Unterschiede zwischen der SA- und SS-Struktur gab. So wurde bei der SS auf einem schwarzen Ärmelstreifen (bis 1932 offiziell „SS-Sturmband“ und danach als „SS-Ärmelband“ bezeichnet) der jeweilige Sturm angegeben (dieser wurde bei der SA auf dem rechten Kragenspiegel angezeigt, während bei der SS dort die Standartennummer angegeben war).
SS-Führer, die verwaltungstechnisch der obersten SA-Führung unterstellt waren (sogenannte „SS-Verwaltungsführer“), trugen einen 3 cm breiten schwarzen Ärmelstreifen aus Kunstseide mit der Aufschrift „Oberste S.A.-Führung“. Die Inschrift war in sogenannter „Gotischer Schrift“ abgefasst und aus Aluminiumfaden handgestickt. Oben und unten wurde der Ärmelstreifen mit 3 mm breiten Aluminiumfäden abgegrenzt. Dieser Ärmelstreifen wurde zwischen 1930 und 1934 von der SS verwendet und galt als Vorbild der späteren „Standardausführung“ der SS-Ärmelbänder.

#### 1934 bis 1945

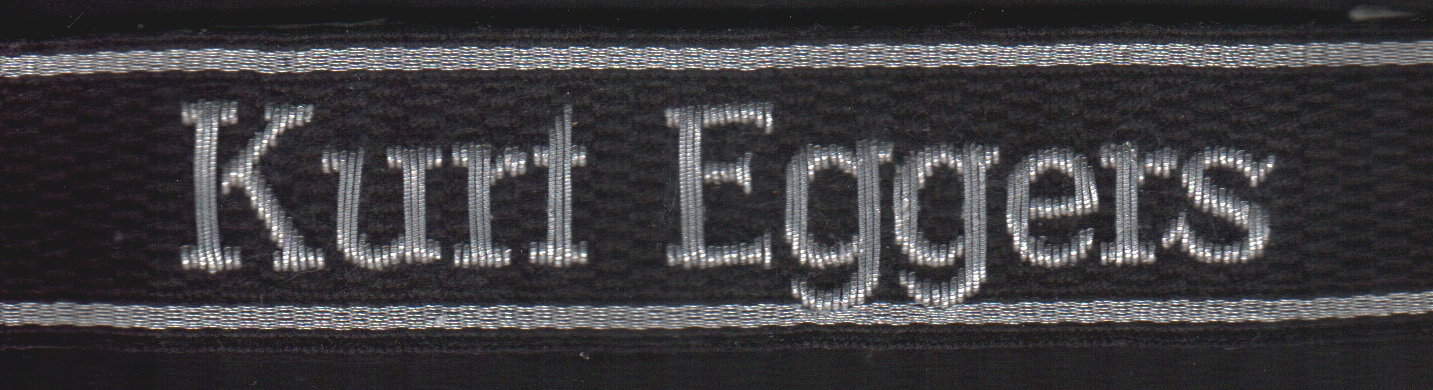
Ein Beispiel eines „SS-Ärmelbandes“ aus BeVo-Produktion

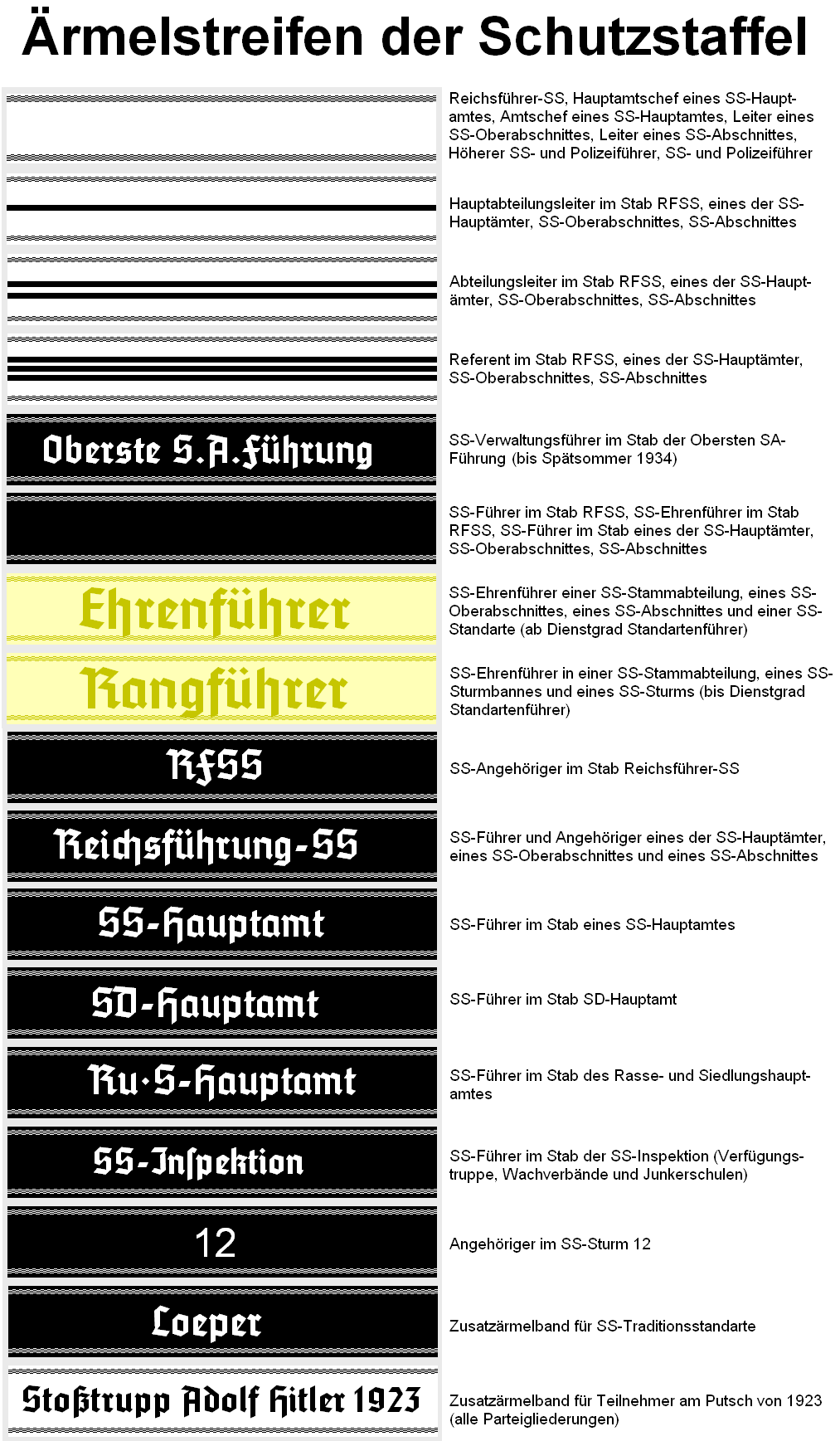
Darstellung der verschiedenen Ärmelstreifen der SS

Nach der Niederschlagung des sogenannten „Röhm-Putsches“ im Sommer 1934 wurde dieser Ärmelstreifen durch den der „Reichsführung SS“ abgelöst. Jedes SS-Mitglied, das zwar der „SS-Reichsführung“ unmittelbar unterstellt war, aber in dieser Funktion kein SS-Hauptamt führte oder sonstiger „Amtsträger“ war, trug nun diesen Ärmelstreifen. Angehörige bewaffneter SS-Einheiten trugen seit 1934 farbig eingefasste Ärmelstreifen.
Bei höheren SS-Führern in der „Reichsführung SS“ wurden die Ärmelstreifen nun in Aluminiumausführung gestaltet und zeigten nun die Zugehörigkeit zu einem der SS-Hauptämter an (Siehe auch die Abbildung). Ab 1941 war es allen „Amtsträgern“ in der SS (den sogenannten „SS-Oberabschnitts-“ und „SS-Abschnittsführern“), den „Höheren SS- und Polizeiführern“ (die zumeist auch die Funktion eines SS-Oberabschnittsführers innehatten) und den „SS- und Polizeiführern“ (die in der Regel auch gleichzeitig SS-Abschnittsführer waren) erlaubt, diese Ärmelstreifen zu tragen.
Bei Angehörigen der SS-Oberabschnitte wurde das Ärmelband in Standardausführung mit entsprechender Inschrift getragen. So zum Beispiel bedeutete die Inschrift „Ost“, dass der Träger dem „SS-Oa Ost“ zugeteilt war, dort aber keine bedeutende Funktion bekleidete. Ein Angehöriger einer Sanitätsabteilung trug dementsprechend die Inschrift „San.-Abt. Ost“. Die SS-Abschnitte wurden in den Ärmelbändern stets mit lateinischen Zahlen wiedergegeben. Das gleiche System wurde auch bei allen anderen Unterorganisationen der SS wie der Sanitätsabteilung und der Reiter-SS angewandt.
Für die Mannschafts- und Unteroffiziersdienstgrade waren die Inschriften maschinenbestickt und bestanden schließlich aus schwarzer Wolle oder weiterhin aus Kunstseide. Die Offiziersausführung bestand aus schwarzem Samt und mit handgestickter Inschrift.
Ehemaligen Mitgliedern des „Stoßtrupps Adolf Hitler“ wurde am 25. Mai 1936 ein „Traditions-Ärmelband“ verliehen. Es war weiß und an den Rändern schwarz abgefasst (also in umgekehrter Farbreihenfolge der üblichen SS-Ärmelbändern) und trug die Inschrift „Stoßtrupp Adolf Hitler 1923“. Es wurde am rechten Unterarm getragen. Wichtigster „Hauptlieferant“ der SS-Ärmelbänder wurde schließlich die Firma „BeVo“ in Elberfeld.

### Schulterschnüre (Schulterstücke)
Ab Mai 1933 wurden bei allen „NS-Kampforganisationen“ sogenannte „Schulterschnüre“ (Schulterklappen für Mannschaften und Unteroffiziere bzw. Schulterstücke für Offiziere) eingeführt. Bei der SS war der Untergrund der Schulterklappen und Schulterstücke grundsätzlich schwarz ausgelegt.
Von Februar bis August 1934 besaßen SS-Verwaltungsführer, die in der obersten SA-Führung eingesetzt waren, Schulterschnüre mit einem himmelblauen Untergrund, während der Untergrund bei höheren SS-Dienstgraden in der obersten SA-Führung karminrot war. Mit der Erhebung der SS zu einer eigenständigen Organisation innerhalb der NSDAP war die SS jedoch nicht mehr der SA unterstellt und bedurfte dieser Sonderausführung nicht mehr.
- Für die unteren Dienstgrade (SS-Mann bis Hauptscharführer) bestanden die Schulterklappen aus vier schwarz-weißen ineinander verdrehten Kordeln.
- Für die mittleren Dienstgrade (Untersturmführer bis Hauptsturmführer) bestanden sie aus vier weißen nebeneinander liegenden Kordeln.
- Für die Dienstgrade vom Sturmbannführer bis Standartenführer bestanden die Schulterstücke aus zwei dicken ineinander verdrehten weißen Kordeln.
- Die Dienstgrade Oberführer bis Obergruppenführer verwendeten drei weiße ineinander verflochtene Schnüre.
- Der Dienstgrad Reichsführer SS verwendete die Schulterstücke der Dienstgradgruppe Oberführer – Obergruppenführer, wobei seit August 1934 zusätzlich drei silberne Aluminium-Eichenblätter aufgelegt waren.

### Armwinkel der SS

Die Armwinkel der SS (ohne ehemalige Stahlhelm-Angehörige) und sonstige Abzeichen

1. „Ehrenwinkel der Alten Kämpfer“: Dieser wurde am 15. Dezember 1934  eingeführt und stand allen SS-Mitgliedern mit einer Mitgliedsnummer unter 50.000 oder (bei einem späteren SS-Eintritt mit dementsprechend hoher Mitgliedsnummer) einer Parteizugehörigkeit vor dem 1. Januar 1933 zu. Auch wurde er ab 1938 allen „österreichischen Volksgenossen“ verliehen, die der österreichischen SS oder einer sonstigen NS-Organisation Österreichs vor dem 12. Februar 1933 angehörten. Er wurde auf dem rechten Oberarm getragen und konnte allerdings durch Heinrich Himmler auch ehrenhalber verliehen werden (siehe auch: Leo von Jena).
2. „Winkel für ehemalige Polizei- und Wehrmacht-Angehörige“: Dieser wurde ebenfalls am 15. Dezember 1934 für SS-Angehörige eingeführt, die im Frühjahr 1933 (mit Beginn der Aufstellung der sogenannten „SS-Sonderkommandos“ und so weiter) unmittelbar von der Wehrmacht oder der Polizei zur SS übergetreten sind. Er wurde auf dem rechten Oberarm getragen und glich dem der „Alten Kämpfer“. In der Winkelmitte war jedoch ein gestickter zehnzackiger Stern angebracht.
3. „Winkel für ehemalige Stahlhelm-Angehörige“: Dieser wurde ebenfalls am 15. Dezember 1934 eingeführt. Ihn zu tragen waren alle ehemaligen Stahlhelm-Angehörige berechtigt, die der SS bereits vor der Zwangseingliederung des „Stahlhelmbundes“ in die SA (1933) beigetreten bzw. vor dem 30. Juni 1934 („Röhm-Putsch“) von der SA in die SS übergewechselt waren. Dieser Winkel wurde – im Gegensatz zu den anderen „Ehrenwinkeln“ am linken Unterarm getragen. Er wurde aus zwei schwarzen Winkeln gebildet, die durch einen dünnen Aluminiumfaden voneinander getrennt waren. Dieser Winkel wurde nur auf der erdgrauen Uniformen der SS verwendet.

Die Armwinkel wurden von allen SS-Gliederungen verwendet.

### Ärmelrauten (Tätigkeitsabzeichen)
Am 6. Oktober 1935 wurden bei der SS sogenannte Ärmelrauten eingeführt, um die Zugehörigkeit zu einem Hauptamt oder die technische Ausbildung eines SS-Angehörigen (sogenannte „SS-Führer im Sonderdienst“; kurz: „SS-Sonderführer“) anzuzeigen. Die Ärmelrauten wurden 3,5 cm über dem Ärmelband getragen.
Die bekanntesten waren:
1. SD: Stab Sicherheitsdienst
2. Odal-Rune: Stab Rasseamt
3. Lebens-Rune: Stab Rasse- und Siedlungshauptamt (1937 aufgegeben und durch die Odals-Rune ersetzt)
4. Edelweiß: Offiziere ab Standartenführer in der 87. Standarte
5. überkreuzte Lanzen: alle Angehörigen der Reiter-SS inklusive der SS-Hauptreitschule München
6. Rad: alle Dienstgradgruppen und für Führer (ab Standartenführer) im Stab eines SS-Abschnittes (eingeführt am 25. Januar 1937)
7. Blitz: technisches Sonderpersonal (Nicht-Mitglieder der SS) in den Nachrichten-Einheiten
8. überkreuzter Spaten und Spitzhacke: alle Mitglieder einer Pionier-Einheit
9. über einem Spaten gekreuzte Spitzhacken: Mitglieder des technischen Ausbildungs-Sturms Eisleben
10. AO: Mitglieder der NSDAP-Auslandsorganisation
11. Äskulapstab: Führer im medizinischen Dienst
12. negativer Äskulapstab: medizinisches Personal
13. Gotisches Z: Führer im Dentalmedizinischen Dienst
14. Gotisches A: Apotheker
15. Schlange: Führer und Unterführer im Veterinärdienst
16. Hufeisen: Schmied
17. Harfe: Musikführer
18. achtzackiger Stern: Führer im Verwaltungsdienst (SS-Verwaltungsführer; eingeführt am 25. Februar 1938)
19. SS-Runen: Ärmelabzeichen für den Fechtanzug; ab 1940 für angeschlossene Mitglieder der sogenannten „germanischen SS“

Es existierten in der SS noch zahlreiche andere Ärmelrauten, die jedoch nicht alle einwandfrei identifiziert werden konnten.

### SS-Ehrenwaffen (Ehrendolche und -degen)
Der „SS-Ehrendolch“ und der „Ehrendegen Reichsführer SS“ galt als Ehrenwaffe der SS.